# 願成就寺
願成就寺（がんじょうじゅじ）は、大分県速見郡日出町にある天台宗の仏教寺院。山号を赤松山と称する。本尊は妙見菩薩、開基は仁聞と伝える。

## 概要
養老年間（717年～724年）に仁聞菩薩によって開かれたと伝えられる古刹で、六郷満山の末山末寺であった。天徳4年（960年）、空也上人によって再興したと伝えられる。

## 文化財
- 大分県指定文化財[1]
  - 国東塔